# جون فرانز
جون فرانز (بالإنجليزية: John E. Franz)‏ (و. 1929 – م) هو كيميائي من الولايات المتحدة الأمريكية. ولد في سبرينغفيلد (إلينوي).

## التعليم
تعلم في جامعة إلينوي ‏، وجامعة مينيسوتا، وجامعة إلينوي في إربانا-شامبين

## جوائز
حصل على جوائز منها:
- ميدالية بيركن [الإنجليزية]‏ (1990)
- قلادة العلوم الوطنية الأمريكية في مجال التكنولوجيا والإبتكار (1987).